# نيس الشرقي
نيس الشرقي، يُعرف أيضاً بأسمه البولندي نيسا كلودزكا ((بالألمانية: Glatzer Neiße)‏, (بالتشيكية: Kladská Nisa)‏) هو نهر في جنوب غرب بولندا، وهو رافد يساري من أودر، بطول 195 كم (في المركز 21 من حيث الطول) ومنطقة حوض مساحتها 4566 كم مربع (3,744 كم في بولندا).